# Júnior
Júnior, született Leovegildo Lins da Gama Júnior (João Pessoa, 1954. június 29. –) brazil válogatott labdarúgó, 6-szoros világbajnok strandlabdarúgó.

## Sikerei, díjai
- Játékosként:
  - Copa América ezüstérmes: 1983
  - Interkontinentális kupa: 1981
  - Copa Libertadores: 1981
  - Brazil labdarúgó-bajnokság (első osztály): 1980, 1982, 1983, 1992
  - Brazil labdarúgókupa: 1990
  - Rio állami bajnokság: 1974, 1978, 1979, 1981, 1991
  - FIFA 100: 2004
  - Strandlabdarúgó-világbajnokság: 1995, 1996, 1997, 1998, 1999, 2000

## Fordítás
- Ez a szócikk részben vagy egészben  a   Leovegildo Lins da Gama Júnior című angol Wikipédia-szócikk fordításán alapul.  Az eredeti cikk szerkesztőit annak laptörténete sorolja fel. Ez a jelzés csupán a megfogalmazás eredetét és a szerzői jogokat jelzi, nem szolgál a cikkben szereplő információk forrásmegjelöléseként.

1. ↑  Olympedia (angol nyelven), 2006